# Valvatida
Valvatida é uma ordem pertencente à classe Asteroidea, do filo dos Equinodermes. A ordem conta com 695 espécies, 165 gêneros e 14 famílias. É a maior ordem de Estrelas-do-mar.

## Famílias
- Acanthasteridae
- Archasteridae
- Asterinidae
- Asterodiscididae
- Asteropseidae
- Chaetasteridae
- Ganeriidae
- Goniasteridae
- Leilasteridae
- Mithrodiidae
- Odontasteridae
- Ophidiasteridae
- Valvatidae
- Oreasteridae
- Podosphaerasteridae
- Poraniidae
- Pseudarchasteridae
- Solasteridae
- Sphaerasteridae †
- Asteropidae ou Asteropseidae
- Gnathasteridae ou Odontasteridae
- Gymnasteriidae ou Asteropseidae
- Linckiidae ou Ophidiasteridae
- Pentopliidae ou Goniasteridae
- Valvasteridae ou Asteropseidae

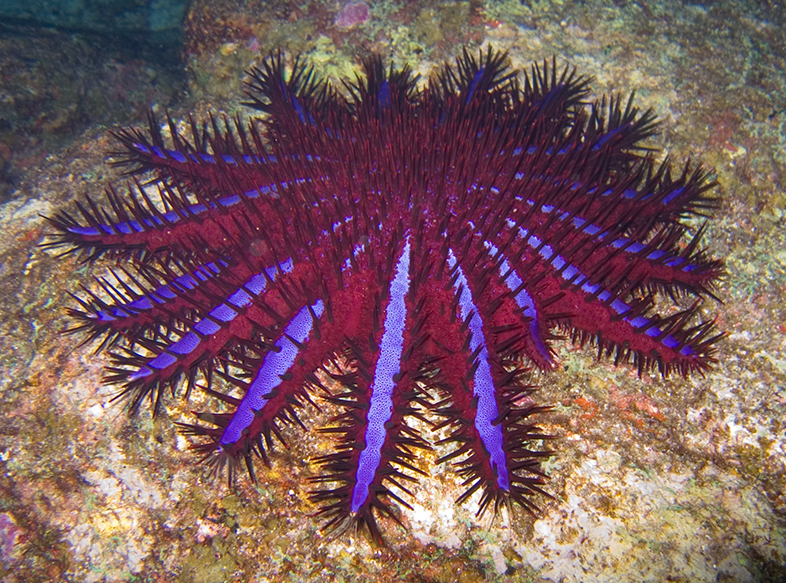
Acanthaster planci
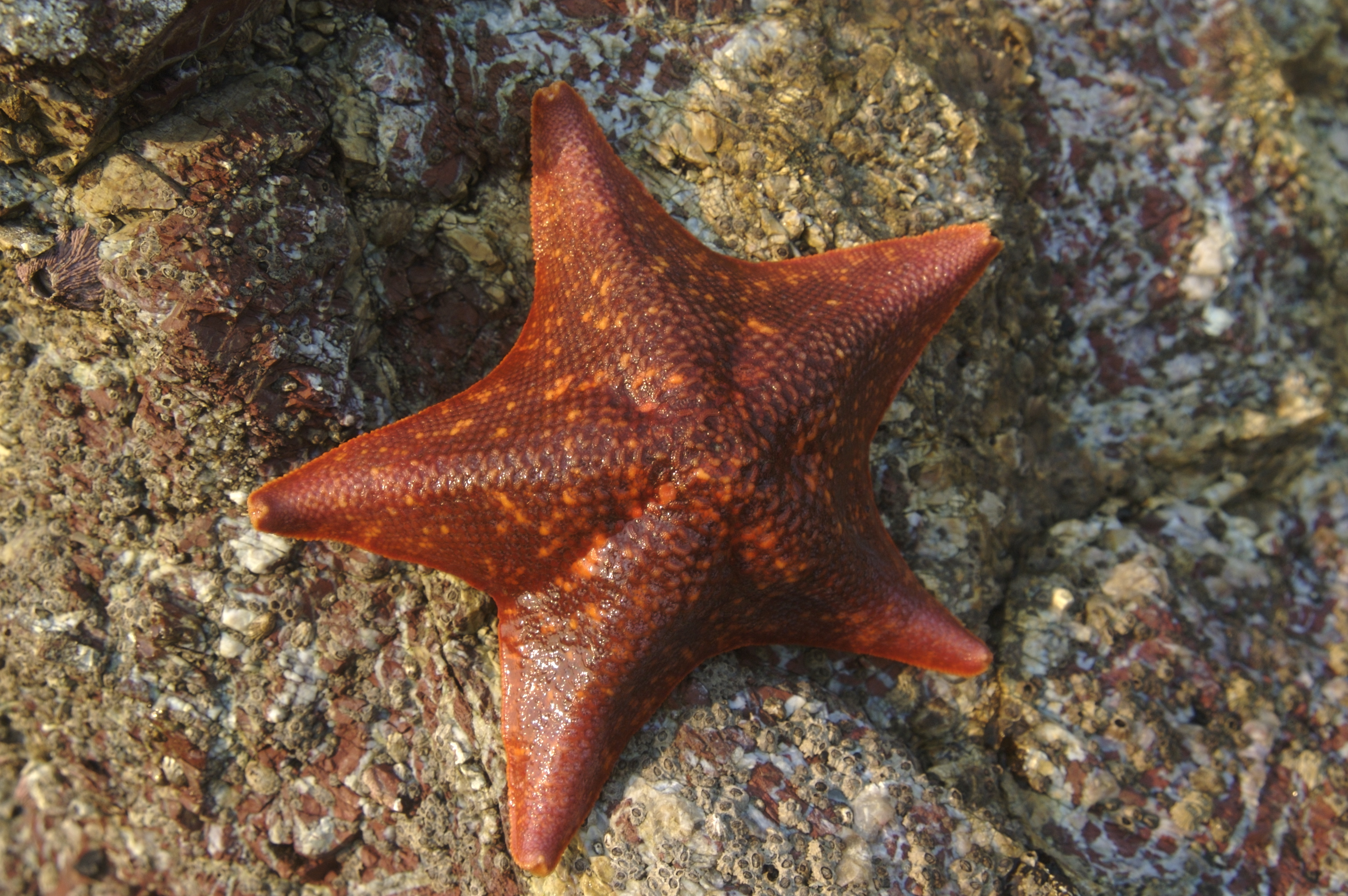
Asterina miniata
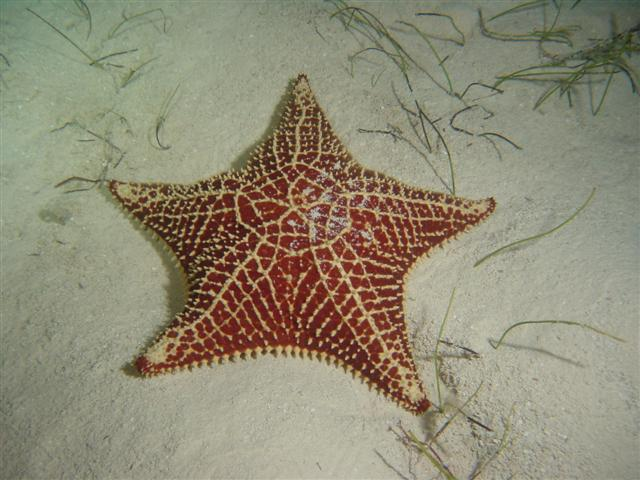
Oreaster reticulatus
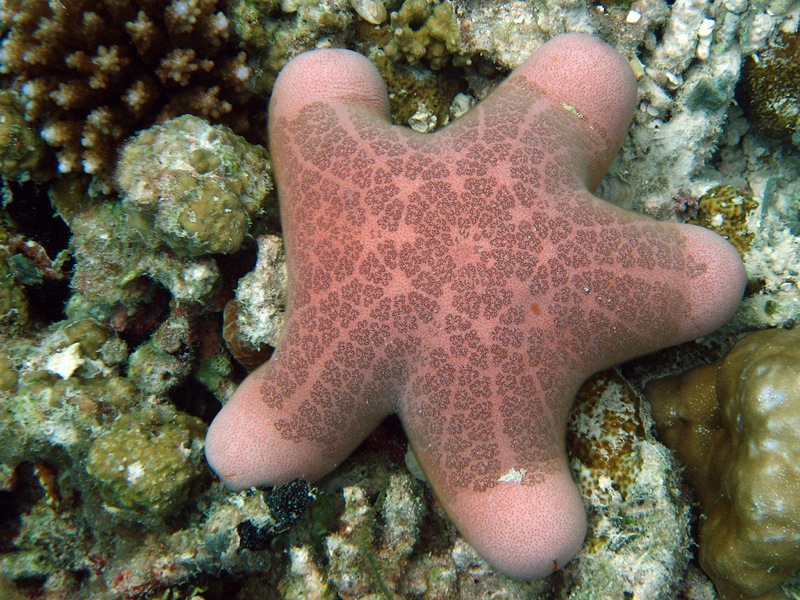
Choriaster granulatus
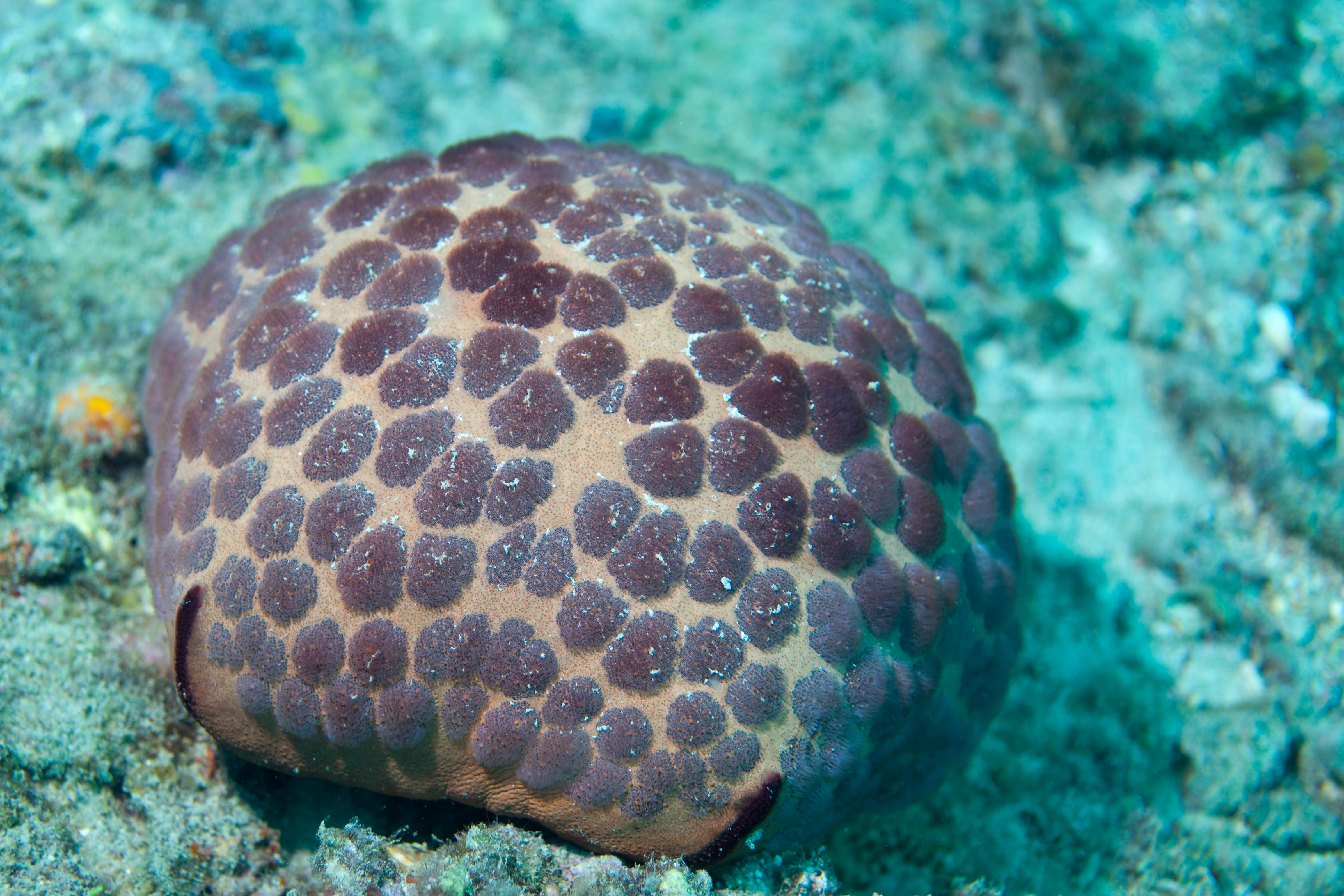
Culcita novaeguineae
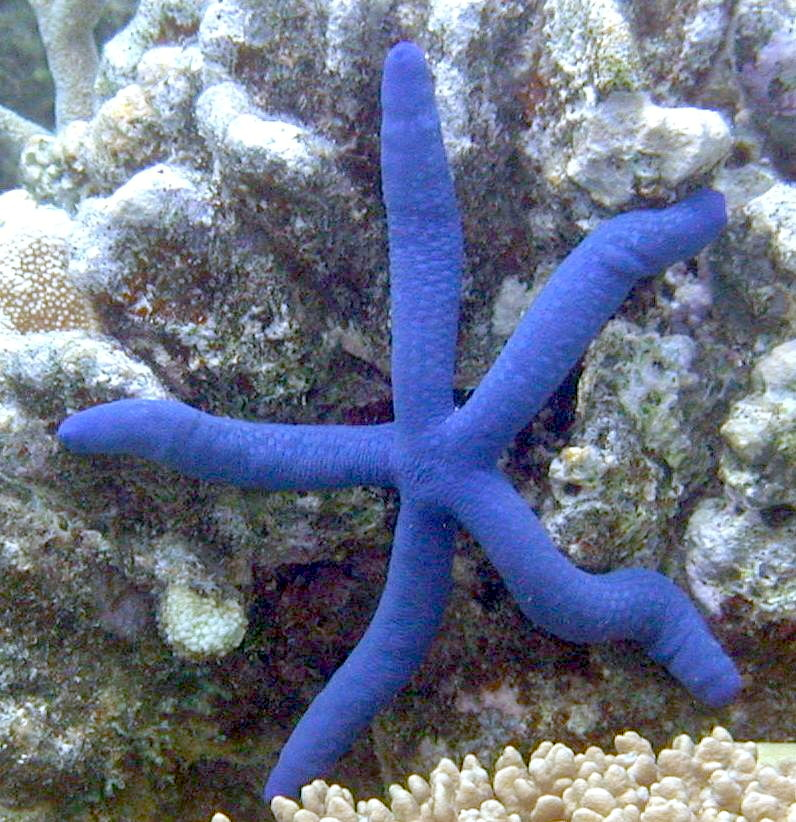
Linckia laevigata
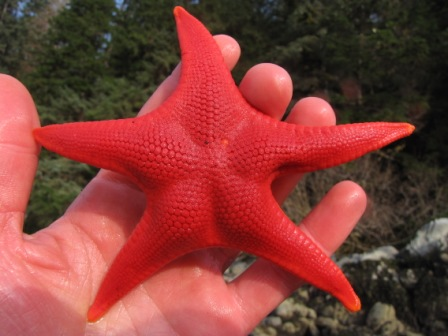
Mediaster aequalis
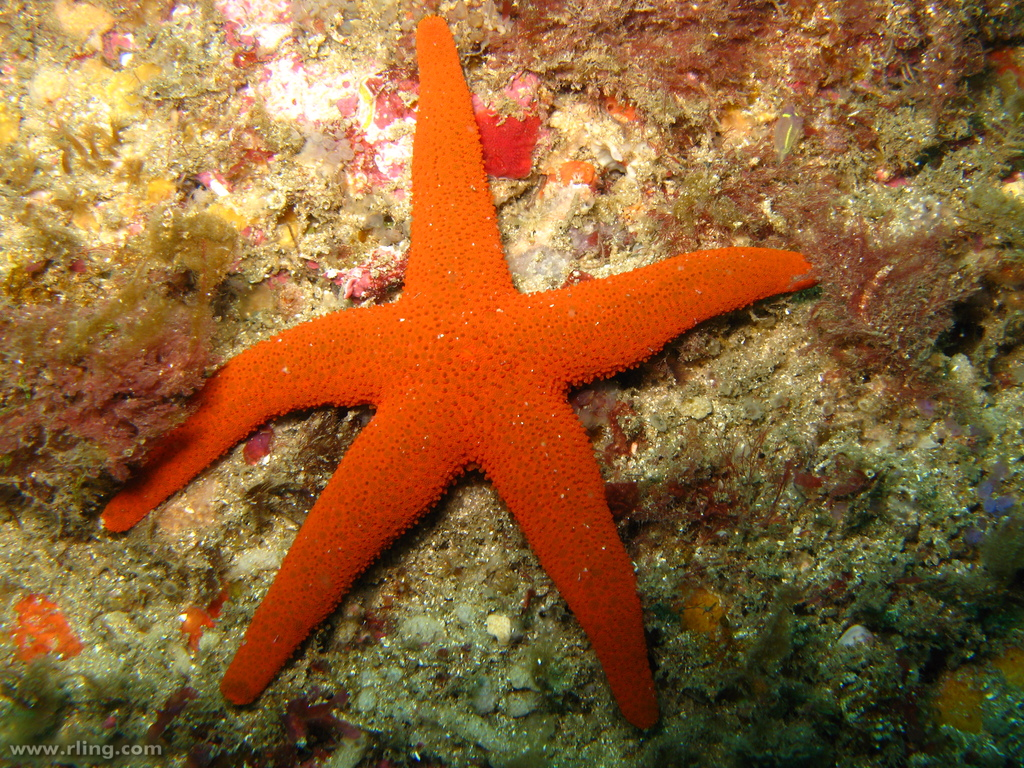
Fromia polypora
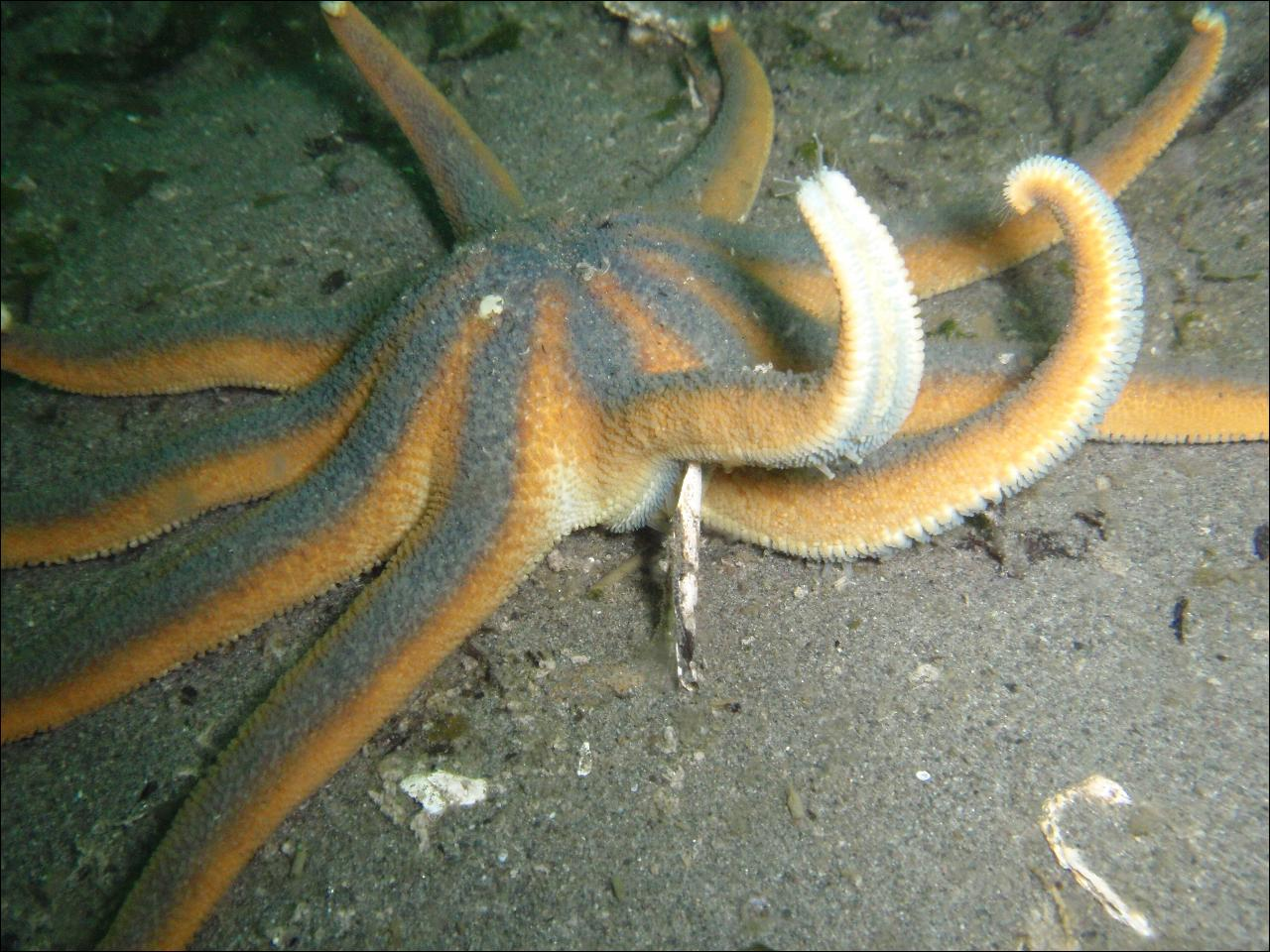
Solaster stimpsoni
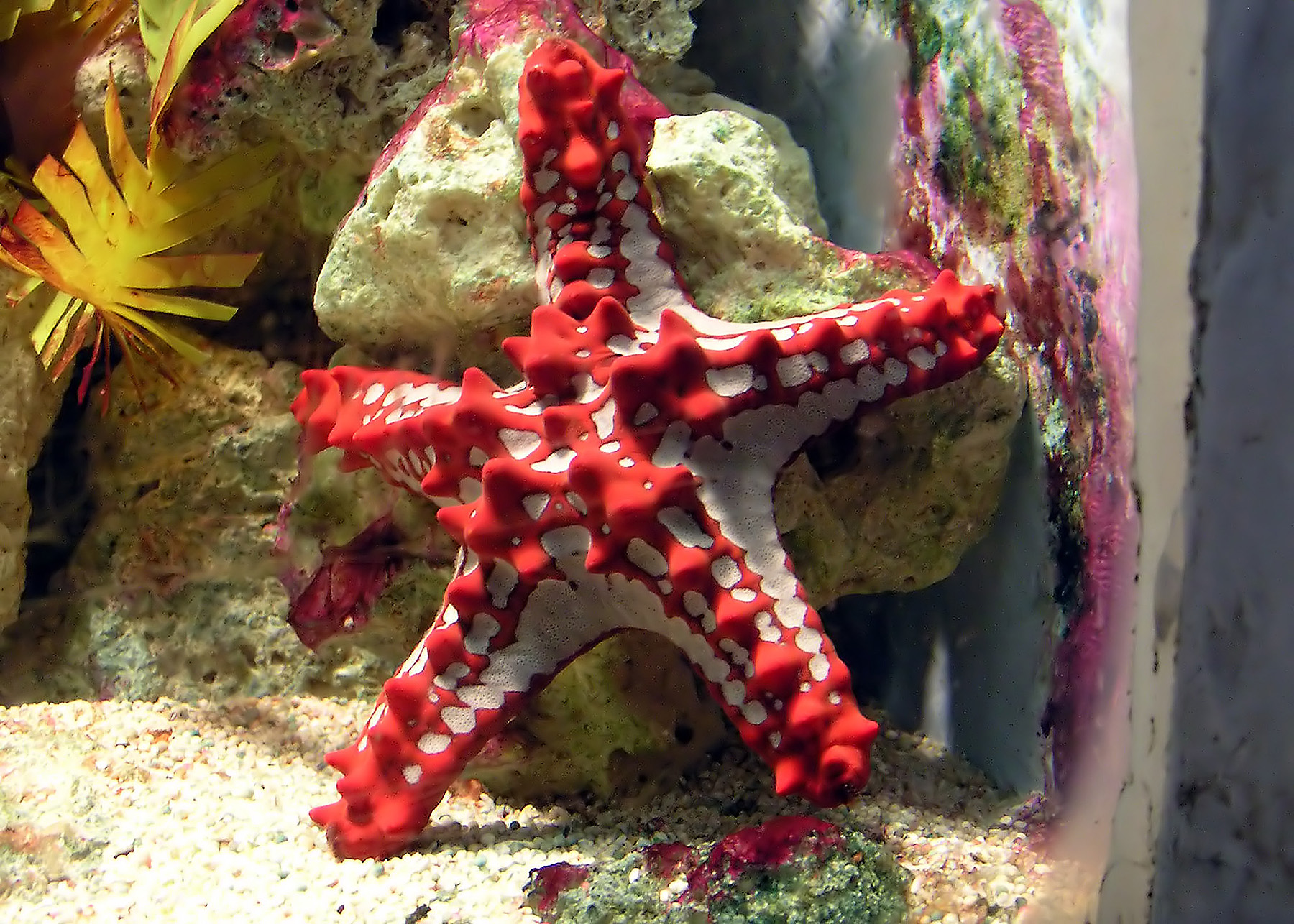
Protoreaster linckii